# Toleranca
Toleranca je osmi Gibonnijev album objavljen 1. ožujka 2010. godine.
Proglašen je najprodavanijim albumom 2010. godine u Hrvatskoj te je za prodaju u preko 30 000 primjeraka nagrađen dijamantnom pločom.

## Popis pjesama
Tekstovi i glazba: Zlatan Stipišić Gibonni. 
| 1.    | »Toleranca«                           | 3:15 |
| 2.    | »Žeđam«                               | 5:01 |
| 3.    | »Zamoli me (možda ti je ispod časti)« | 4:01 |
| 4.    | »Vesla na vodi«                       | 4:31 |
| 5.    | »Mala vesla«                          | 2:03 |
| 6.    | »Slavim ove dane što si tu«           | 4:53 |
| 7.    | »Vrata do nas«                        | 4:31 |
| 8.    | »Opet si Bogu drag«                   | 3:13 |
| 9.    | »Vrata moje sestre«                   | 4:13 |
| 10.   | »Čemu se nadaš, srce moje?«           | 4:31 |
| 11.   | »Toleranca (drugo čitanje)«           | 2:32 |
| 42:48 |                                       |      |

1. ↑  "Toleranca" najprodavaniji album 2010. godine